# Evans Chinyemba
Evans Chinyama Chinyemba OMI (ur. 9 sierpnia 1967 w Lukulu) – zambijski duchowny katolicki, biskup Mongu od 2011.

## Życiorys

### Prezbiterat
Święcenia kapłańskie przyjął 19 sierpnia 2000 w zgromadzeniu oblatów Maryi Niepokalanej. Po święceniach został dyrektorem "pre-nowicjatu" w Lusace. W latach 2005–2009 pracował także jako wikariusz zambijskiej delegatury zakonu. Od 2009 przełożony tejże delegatury.

### Episkopat
15 lutego 2011 papież Benedykt XVI mianował go biskupem diecezji Mongu. Sakry biskupiej udzielił mu 28 maja 2011 kardynał Medardo Joseph Mazombwe.